# Billy Jack Haynes
William Albert Haynes, III (født d. 10. juli 1953 i Portland, Oregon, USA), bedre kendt som Billy Jack Haynes i WWF og Black Blood i WCW, er en amerikansk pro wrestler. Haynes stoppede karrieren i 1995, men har de senere genopnået berømmelsesstatus blandt hardcore wrestlingfans for sine shoot interviews.

## Biografi
William Albert Haynes, III kommer fra en irsk amerikansk familie, men har også rødder i Modoc indianerstammen. Hans indianske gener, sammen med filmen Billy Jack fra 1972 om en mand af både indiansk og amerikansk herkomst, gav ham inspirationen til sit gimmick Billy Jack Haynes. Først kaldte han sig bare Billy Jack, men skuespilleren Tom Laughlin, der havde spillet rollen som Billy Jack i filmen af samme navn, truede med et sagsanlæg så Haynes tilføjede sit efternavn.

### Tidlig karriere (1982-1986)
Efter et forsøg på en karriere i boksning, som gik i vasken grundet en brækket hånd, debtuerede Haynes i pro-wrestling, hvor han blev et kæmpestort navn i sin hjemstat for Don Owens wrestlingpromotion Portland Wrestling. Haynes vandt derudover adskillige bodybuilding konkurrencer, og skabte sig et look som var ideelt for den stereotypiske pro-wrestler i 80'erne. Dette vakte naturligvis interesse hos WWF, der i 80'erne var begyndt at få pro-wrestling slået igennem amerikansk mainstream kultur med "larger than life" personligheder og enorme muskelmænd. Det rygtes at Vince McMahon havde Billy Jack Haynes udset til rollen som WWFs top stjerne, og som frontløberen for WrestleMania der startede i 1985, men Haynes første flirt med WWF gik i vasken. Det skete da Haynes aflyste en kamp for at se til sin syge far, hvilket han ganske nådesløst blev fyret for. Han wrestlede for bl.a. WCCW og wrestlingpromotions i Florida for bl.a. Eddie Graham og Dusty Rhodes, før han vendte tilbage til WWF i 1986. 

### World Wrestling Federation (1986-1988)
I WWF skilte Billy Jack Haynes sig en smule ud, ved at være en figur der var mere nede på jorden og stille end sine kollegaer som f.eks. Hulk Hogan, Roddy Pipper og Randy Savage. Hans gimmick var ganske enkelt at han var en "bad ass" der ikke fandt sig i noget, og som havde sin dødbringende Full Nelson som afslutningsmanøvre. Hans anden omgang i WWF bar dog præg af at ledelsen ikke helt følte de kunne stole på Haynes engagement, og f.eks. blev hans kamp mod Hercules Hernandez, som også brugte Full Nelson som afslutningsmanøvre, ændret fra at være den næstsidste kamp på WrestleMania 3 til kamp nummer 2, blot få dage før showet. I januar 1988 sagde Billy Jack Haynes op i WWF, da firmaet ønskede at booke ham til at tabe i en tag team kamp i sin hjemby Portland, hvor Haynes havde superstjernestatus.

### Portland, Japan, WCW og USWA (1988-1995)
Kort tid efter WWF forsøgte Haynes sig selv som promoter i sin hjemstat, på trods af at hans gamle chef Don Owen stadig havde sin promotion. Derfor konkurrerede de to promotions om det lokale publikum, men Haynes promotion endte som et flop. Han wrestlede senere i Japan, mod bl.a. Shinya Hashimoto. I 1991 vendte han tilbage til den store liga hos WCW som den maskerede Black Blood. Det gimmick var inspireret af en myte Haynes havde læst om fra middelalderen i Frankrig, hvor en brutal bøddel gav sine ofre en maske på og halshuggede dem med en økse. Selvom Haynes også havde en økse med til ringen, var det dog en Double Axe Handle han brugte som våben i stedet - et dobbelt overhåndsslag. Haynes fik en slem knæskade, blot 2 måneder efter sin debut i WCW, og dermed blev hans karriere der yderst kort. Til sidst i sin karriere wrestlede han for USWA som Billy Jack Haynes, hvor han var en skurk. Han fejdede mod bl.a. Sid Vicious og Brian Christopher inden han trak sig tilbage i starten af 1996. Hans sidste kamp var mod Brian Armstrong.